# Týden
Týden – czeski tygodnik informacyjny. Został założony w 1994 roku.